# Driven (låt)
Driven är en låt av den kanadensiska progressiv rock bandet Rush. Den släpptes som den andra låten på albumet Test for Echo  släppt 10 september 1996. Låten var senare också släppt som den tredje singeln från albumet. 
"Driven" var spelad live fram till 2002. Totalt blev den spelad 135 gånger.